# Black Beatles
Black Beatles is een nummer van het Amerikaanse hiphopduo Rae Sremmurd en rapper Gucci Mane uit 2016. Het is de derde single van SremmLife 2, het derde studioalbum van Rae Sremmurd.
Doordat het nummer een grote rol had in de Mannequin Challenge-hype, werd "Black Beatles" wereldwijd een grote hit. In de Amerikaanse Billboard Hot 100 was het zelfs goed voor een nummer 1-notering. In de Nederlandse Top 40 haalde het de 13e positie, en in de Vlaamse Ultratop 50 de 9e.